# Lawrence Leuschner
Lawrence Leuschner (* 1982) ist ein deutscher Unternehmer. Er ist CEO und Mitgründer der Tier Mobility SE, eines Anbieters für geteilte („shared“) Mikromobilität. Von 2004 bis 2017 war er CEO und Mitgründer von Rebuy (ehemals Trade-a-game GmbH), einem Online-Marktplatz für gebrauchte Elektrogeräte. 2020 gründete Leuschner den Venture-Capital-Fonds Blue Impact. Dieser investiert in Impact-Unternehmen, die sich darauf spezialisiert haben, Technologien gegen den Klimawandel zu entwickeln, die Gesundheitsversorgung zu verbessern, die Demokratie zu stärken, eine ganzheitliche Ernährung oder nachhaltige Verkehrsmittel fördern.

## Kindheit und berufliche Laufbahn
Leuschner ist Sohn einer deutschen Mutter und eines syrischen Vaters, der als Mechaniker an einer Tankstelle beschäftigt war, bevor er seine eigene Tankstelle und später einen Auto- und Lkw-Verleih führte. Mit sechs Jahren zog Leuschner mit seiner Mutter nach Hofheim am Taunus. Sein Stiefvater war Inhaber eines Import-Exportunternehmens und Leuschner begann, die ausrangierten Waren aus der Firma auf dem Flohmarkt zu verkaufen.
Als Leuschner mit 17 Jahren von einem Schüleraustausch aus den USA zurückkehrte, verkaufte er weiter Gebrauchtartikel, vornehmlich auf eBay. Nachdem er zehn Jahre lang Gebrauchtwaren auf Flohmärkten und bei eBay verkauft hatte, gründete er 2004 gemeinsam mit Freunden die Trade-a-game GmbH, ein Online-Unternehmen für den Verkauf gebrauchter Videospiele.
Die Investorenansprache erfolgte, während Leuschner von 2003 bis 2004 seinen Wehrdienst bei der Bundeswehr ableistete. Leuschner brach sein Studium ab, um sich vollständig dem Aufbau der Trade-a-game GmbH zu widmen.
2009 sah Leuschner den Dokumentarfilm „Eine unbequeme Wahrheit“ von Al Gore, der einen erheblichen Einfluss auf ihn ausgeübt habe und ihn in seiner Überzeugung bestärkt habe, als Unternehmer „zu einer besseren Welt“ beizutragen. Folglich erweiterte Leuschner das Produktsortiment von Trade-a-game. Sein Ziel war es, einen Marktplatz für sämtliche gebrauchte Elektrogeräte aufzubauen. 2009 wurde die Trade-a-game GmbH in ReBuy umbenannt und zu einem Marktplatz für weitere gebrauchte Medien und technische Geräte wie Bücher, CDs, DVDs, Smartphones, Laptops und Tablets erweitert.

## ReBuy
Unter Leuschner wurde ReBuy zu einem der größten europäischen Online-Marktplätze für gebrauchte Elektrogeräte mit rund vier Millionen Kunden. Das Unternehmen verlängerte die Haltbarkeit von ca. 100 Millionen Produkten durch Reparatur und Instandsetzung. Finanziert wurde ReBuy von mehreren europäischen Wagniskapitalgesellschaften, darunter Iris Capital und Capnamic. Nach mehr als fünfzehn Jahren der Geschäftsleitung von Trade-a-game und ReBuy entschied Leuschner 2017, ein Sabbatical zu nehmen. Zu der Zeit war ReBuy profitabel; das Unternehmen beschäftigte mehr als 600 Mitarbeitende und erwirtschaftete einen Jahresumsatz von über 100 Millionen Euro.
Während seines Sabbaticals verbrachte Leuschner einige Zeit in Süd- und Mittelamerika, wo er unmittelbar mit den Folgen des Klimawandels konfrontiert wurde. Die letzte Station war San Diego, Kalifornien. Von dort aus kehrte er mit der Idee zurück, mit TIER Mobility einen Sharing-Anbieter für nachhaltige E-Mikromobilität zu gründen.

## TIER Mobility
Im Oktober 2018 gründete Leuschner gemeinsam mit Matthias Laug und Julian Blessin den Anbieter für geteilte Mikromobilität Tier Mobility mit Sitz in Berlin. Seitdem ist er CEO des Unternehmens. Nach eigenen Angaben zog es Leuschner in die E-Mobilitätsbranche, da diese mitunter das größte Potenzial habe, den Klimawandel zu stoppen.
Unter Leuschners Führung sammelte TIER in verschiedenen Finanzierungsrunden mehr als 400 Mio. US-Dollar ein.